# Robin Cooke
Robin Cooke (ur. 9 maja 1926, zm. 30 sierpnia 2006) – nowozelandzki i brytyjski polityk, członek brytyjskiej Izby Lordów, członek Komitetu Prawnego Tajnej Rady, baron Thorndon. W latach 1986–96 stał na czele Sądu Apelacyjnego Nowej Zelandii. 